# Район Сунцзян
Сунцзян (кит.: 松江区; трад. китайська: 松江區) — район Шанхая, КНР. Площа району 604,67 км², населення 506.795 чол.(2003)

## Географія
Район розташований на заході муніципалітету Шанхай. Площа району — 604,67 км², з них 87,91 % займає суходіл і 12,09 % займає водна поверхня. Район витягнувся з півночі на південь на 45 км, а з заходу на схід на 50 км. Висота над рівнем моря становить 3,2 метри.

## Адміністративний поділ
Район Сунцзян поділяється на 9 міст, 4 житлових мікрорайони, 138 квартальних канцелярій, 115 селищних комітетів та окрему промислову зону.